# Vojenské hry v Římě
Vojenské hry v Římě byly fotbalový turnaj, který se konal roku 1919 v hlavním městě Itálie jakožto oslava vítězství států Dohody v 1. světové válce. 
Oficiálně mělo jít o turnaj vojenských jedenáctek, ale Československo vyslalo v podstatě regulérní reprezentační tým s nejlepšími fotbalisty země. Turnaje se účastnily ještě Itálie a Belgie. Čechoslováci skončili na 2. místě, Itálii porazili 1:0, s Belgií prohráli 2:3. Bezprostředně na Vojenské hry navazovala tzv. Pershingova olympiáda v Paříži. 
Zápasy na Vojenských hrách v minulosti někteří publicisté a historici označovali za první oficiální utkání československé fotbalové reprezentace. Až roku 1979 kontaktoval sportovní novinář Zdeněk Šálek Ústřední výbor ČSTV s žádostí, aby oslovil partnerské organizace v Itálii a Belgii, zda jsou ochotny zápasy Vojenských her uznat za oficiální mezistátní zápas. Ty nesouhlasily s tím, že šlo jen o vojenskou soutěž. Stejné to bylo s Pershingovou olympiádou. Za první zápas československé reprezentace tak byl určen až první zápas ČSR na olympijském fotbalovém turnaji v Antverpách roku 1920.